# Discoxylaria
Discoxylaria es un género de hongos de la familia de las xilariáceas. Es un género monotípico que consta de la especie D. myrmecophila.